# Andes (phytorégion)
Pour les articles homonymes, voir Andes (homonymie).
Localisation
La phytorégion des Andes est une des trente-cinq phytodivisions définies par Armen Takhtajan dans son ouvrage Floristicheskie oblasti Zemli (en français, « Les régions floristiques du monde »).
Les Andes sont une chaîne de montagne de 7 000 km de long courant du Venezuela au nord de l'Argentine. Elles traversent sept pays : Venezuela, Colombie, Équateur, Pérou, Bolivie, Chili, Argentine. Elles forment un ensemble biogéographique défini par le Conservation International comme un « point chaud de biodiversité » et possèdent un haut taux d'endémique (proche de 50 %). Cette très haute diversité d'espèces s'y est établie, grâce à l'hétérogénéité climatique et géographique.

## Caractéristiques
Les Andes sont une chaîne montagneuse volcanique. Il s'agit de la plus longue chaîne montagneuse du monde, longue de 7 100 kilomètres, large de 200 à 1 800 kilomètres. Elle débute au nord au Venezuela, puis traverse en direction du sud la Colombie, l’Équateur, le Pérou, la Bolivie, le Chili puis l'Argentine, jusqu'à la pointe sud du continent sud-américain. Cet arc volcanique s'est formé à la suite de la subduction de deux plaques tectoniques (la plaque de Nazca et la plaque antarctique) sous la plaque sud-américaine. Cette subduction a créé un échauffement de la plaque sud-américaine, menant par des processus complexes à la fonte de la roche en magma et à la remontée de ce magma en surface, faisant émerger les volcans. Une hétérogénéité géologique le long le l'Amérique du Sud s'est ainsi formée.
Les Andes sont également la plus haute chaîne montagneuse au monde en dehors de l'Asie. Une majorité des hauts sommets sont des volcans. Le sommet du volcan Chimborazo, en Équateur, est le point le plus éloigné au monde du centre de la Terre, en raison du renflement de la planète au niveau de l'équateur. Le plus haut sommet à partir du niveau de la mer est l'Aconcagua, en Argentine, qui culmine à 6 962 mètres.

## Climat et végétation
Les Andes tropicales sont un des cinq points chauds de biodiversité planétaires, avec environ 45 000 espèces de plantes vasculaires (dont la moitié sont endémiques). Grâce à la forte diversité des biomes et le soulèvement géologique récent des Andes, cette chaîne montagneuse volcanique comporte une très forte diversité d'espèces tant végétales qu'animales.
Les assemblages d'espèces ont été influencés depuis toujours par l'hétérogénéité des milieux naturels.
Les Andes peuvent être vues globalement comme quatre grands biomes : les forêts tropicales à saison sèche de basse altitude (0 - 2 500 m d'altitude, côte de l'océan Pacifique et vallées à l'intérieur des Andes), les forêts humides moyennes riches en épiphytes, mousses et lichens (2 300 - 3 400 m d'altitude) et les prairies des hautes altitudes (páramo, puna, 3 000 - 4 800 m d'altitude).
Les biomes de hautes altitudes et de moyennes altitudes ont la plus haute diversité d'espèces. Les basses altitudes ont une diversité plus faible (l'hétérogénéité des milieux est plus faible également).
Ces trois biomes présentent une forte endémicité. Par exemple, au Pérou, les forêts de basse altitude comportent jusqu'à 38 % de plantes endémiques (Linares-Palomino, 2006).
La famille des Fabaceae est la famille la plus diversifiée et abondante dans les néotropiques et dans les forêts de basses altitudes.
Le climat varie grandement en fonction de l'altitude, la proximité de la mer ou de l'Amazonie et l'emplacement. Des nombreuses vallées sèches, abritées des vents humides de l'Amazonie parsèment les Andes et offrent un climat très sec. Au contraire, les vallées situées sur les côtes ouest et est des Andes subissent de fortes précipitations.

## Flore

### Hautes altitudes des Andes

#### Caractéristiques
Dans les Andes du Nord, plus humides, la végétation, au-dessus de la limite supérieure des forêts comporte la végétation typique des páramos, avec souvent un tapis herbacé surtout graminéen (calamagrostis, etc.) mais aussi parfois avec un sol plus ou moins nu. Les espeletia (frailejones), composées arbustives avec une rosette de grandes feuilles parsèment généralement ces páramos.
Dans les Andes tropicales du sud (Pérou, Bolivie), les hautes altitudes sont occupées par des formations graminéennes typiques du paysage de la puna. Les Espeletia y font défaut.
Une formation très particulière, constituée par des forêts basses à polylepis (rosaceae) s'étend, au-dessus de la limite supérieure des forêts, sur une grande longueur, le long des Andes tropicales, avec des espèces vicariantes de ce genre se relayant du sud au nord.

#### La forêt de polylepis
La végétation ligneuse basse à polylepis est très représentative des hautes altitudes andines, à la limite supérieure des forêts montagnardes. Elle se rencontre uniquement dans les Andes moyennes et septentrionales, sous des latitudes tropicales ou subtropicales. Plusieurs espèces se succèdent du Sud au Nord, à des altitudes croissantes. Ce genre endémique des Andes compte au moins une douzaine d’espèces et fait partie de la famille des rosaceae.
Les forêts de Polylepis sont des forêts basses (4 à 8 m), en peuplement pur. Les arbres y ont un fût très court et sont même ramifiées presque au ras du sol. Elles sont en contact direct avec les formations herbeuses de la puna des Andes moyennes et avec les páramos des Andes du Nord, plus humides.
Le bois des polylepis est utilisé pour le chauffage, aux hautes altitudes. Leurs peuplements sont donc dégradés par l’homme.
- Polylepis australis est l’espèce la plus australe, localisée dans la région du district forestier Tucuman, en Argentine. Ses peuplements sont souvent réduits à des bosqueteaux et sont en régression. Cet arbre peut atteindre 8 m.
- Polylepis incana forme des buissons de 5 m dans la puna.
- Polylepis hypoleuca vit également dans les Andes sèches. Dans sons sous-bois pousse également des Escallonia (Escalloniaceae) et Hesperomeles (Rosaceae).
- Polylepis lanuginosa pousse en Équateur et mesure jusqu'à 5 mètres. Il forme des groupements au niveau de la limite des forêts sur la cordillère occidentale.
- Polylepis quadrijuga pousse en Colombie entre 3 000 et 3 800 mètres d’altitude.

### Andes du Nord

#### Généralités
Du fait de son orientation Nord-Sud, la chaine des Andes traverse des zones climatiques très contrastées et diversifiées, particulièrement sous climat tropical humide et sous climat tropical à saison sèche marquée. Ces deux territoires correspondent à des paysages nettement différenciées, tant aux hautes altitudes qu’aux basses.
La végétation des páramos descend au sud jusqu’au nord du Pérou et remonte au Nord jusqu'au Costa Rica. Les climats de ces Andes est caractérisé par une pluviosité répartie sur une grande partie de l’année.Les páramos sont caractérisés par une flore particulière, où les espeletia (asteraceae) sont nombreuses.

#### Étagement
La flore des Andes du Nord est caractérisé par plusieurs niveaux de végétation typiques. Jusqu'à 1 000 mètres environ, la forêt dense tropicale inférieure ; de 1 000 à 2 400 mètres, la forêt dense subandine ; la forêt danse andine de 2 400 à 3 800 mètres et au-dessus de 3 800 mètres les páramos.

#### Forêt denses de basse altitude de Colombie
La forêt dense inférieure des Andes de Colombie appartient au grand groupe des forêts humides et prolonge, sur le versant Est, celle de l’Amazonie occidentale, qui vit sous un climat particulièrement pluvieux. La partie orientale de cette région forestière est toutefois interrompue au nord par une avancées des llanos. Elle s’étend sur la région au Nord-Est de la Colombie.
La température annuelle moyenne y est de 23 à 30 °C et la pluviosité atteint 1 816 mm à Honda, 10 734 mm à Quibdó.
Il s’agit d’une forêt haute (30-40 m). Le sous-bois comporte de nombreux arbustes et de grandes herbes mégaphylles (scitaminales, araceae). Arbres et arbustes sont sempervirents, à feuilles entières avec prédominance de mésophylles et macrophylles. Parmi les arbres, plus de quarante familles avec plus de cent genres sont représentés. À eux seuls, les palmiers (arecaceae) sont représentés par plus de vingt genres. Parmi les arbres dominent les fabaceae, annonaceae, lauraceae, euphorbiaceae, moraceae, bombacaceae. De nombreux épiphytes peuplent ces forêts, dont les bromeliaceae.
Du côté Pacifique, on peut relever la flore suivante :
- Anacardium, tapirira (anacardiaceae)
- Guatteria, unonopsis, xylopia (annonaceae)
- Couma, lachmella (apocynaceae)
- Bombax, huberodendron (bombacaceae)
- Dacryodes, protium (burseraceae)
- Ilex (aquifoliaceae)
- Hieronyma, tetrorchidium (euphorbiaceae)
- Humiria, vantanea (humiriaceae)
- Hirtella, licania, parinari (rosaceae)
- Cupania (sapindaceae)
- Attalea, bactris, euterpe (arecaceae)

#### Forêt subandine
La forêt subandine s’étend entre 1 000 et 2 400 mètres d’altitude. Sa physionomie rappelle la forêt précédente, mais les arbres, les lianes, les épiphytes ligneux et les palmiers y sont moins abondants. Le climat est humide (pluviosité de 1 000 à 4 000 mm), avec une température annuelle de 16-23 °C.
On relève par exemple dans ces forêts les espèces suivantes :
- Dendropanax macrocarpum (araliaceae)
- Brunellia comocladifolia (brunelliaceae)
- Dacryodes olivifera (burseraceae)
- Sloanea robusta (elaeocarpaceae)
- Casearia megacarpa (salicaceae)
- Euterpe purpurea (arecaceae)

Parmi les épiphytes, plusieurs vacciniaceae et bromeliaceae (genres guzmania, pitcairnia, tillandsia, vriesia).
De telles forêts sont l’équivalent écologique des forêts de transition en Afrique. À 2 000 mètres, la forêt subandine renferme entre autres la flore suivante (genres) : tara, calliandra (fabaceae), euplassa, panopsis, roupala (proteaceae), cinchona (rubiaceae), nectandra (lauraceae).

#### Forêt andine
La forêt andine pousse entre 2 400 et 3 800 m, limite supérieure des formations forestières. La température annuelle moyenne se situe entre 6 et 15 °C. Le climat est humide avec de nombreux brouillards (d’où le nom en anglais de Cloud Forest). Elle fait l’objet d’une déforestation afin de créer entre autres des pâturages à bovidae.
Plus l’altitude est élevée, plus la taille des arbres diminue. Les épiphytes sont abondantes : orchidaceae, bromeliaceae, begoniaceae, gesneriaceae, bryophytes, ptéridophytes.
Les genres les plus importants sont les suivants : weinmannia (cunoniaceae), brunnelia (brunelliaceae), clusia (clusiaceae), bejaria (ericaceae), ternstroemia (theaceae), drimys (magnoliaceae), geissanthus, rapanea (myrsinaceae), daphnopsis (thymeliaceae), miconia, monochaetum, tibouchina, meriania (melastomataceae), oreopanax (araliaceae), vallea (elaeocarpaceae), eugenia (myrtaceae), cinchona, psychotria (rubiaceae), alnus (betulaceae), nectandra, ocotea (lauraceae).
À l’origine, la forêt andine a eu une extension au-dessus de 3 800 m, car il en existe des zones relictuelles à 4 000 m dans la Sierra Nevada del Cocuy (Colombie, Cordillère orientale).

#### Végétation montagnarde secondarisée
Certains versants à moyenne altitude (2 000-3 000 m) portent de vastes formations prairiales parsemés de bosquets reliques de forêt andine, utilisées comme nourriture pour les bovins. À de nombreux endroits ont été plantés des eucalyptus australiens (eucalyptus globulus, E. pulverulenta). De nombreuses fleurs y sont également cultivées (xanthus, rosa, etc) à fin d’exportation.
De nombreuses autres espèces exotiques y sont également plantées, comme :
- Cupressus lusitanica (cupressaceae)
- Digitalis purpurea (plantaginaceae)
- Rumex acetosella, polygonum nepalense (polygonaceae)
- trifolium repens, ulex europaeus, cytisus laburnum (Fabaceae)

#### Forêts du versant oriental au niveau de l’Équateur
Ce versant est extrêmement pluvieux (5 000 – 6 000 mm de précipitations annuelles). Ces forêts orientales prolongent l’Amazonie. La limite supérieure des forêts du versant oriental au niveau de l’Équateur s’élève jusqu'à 3 250 à 3 400 m. Il s’agit à cette altitude d’une forêt basse (10-15 m) à feuilles coriaces et nombreuses épiphytes, peu de lianes. À ces altitudes existent alnus acuminata et escallonia tortuosa, entre autres.
Plus haut, entre ces forêts et le páramo, pousse une végétation arbustives à : ericaceae, melastomaceae, proteaceae. Polylepis lanuginosa, espèce endémique d’Équateur, pousse jusqu'à environ 4 250 m dans la région du Chimborazo.

#### Páramos
Le climat est très froid et humide. Les páramos se situent au-dessus de 3 800 m. Comme toutes les hautes montagnes comparables du monde tropical, il n’existe pas de mauvaises saison aux páramos, ni saison froide, sèche. La croissance des plantes est continue mais lente tout au long de l’année. Les brouillards sont fréquents et durables. La pluviosité varie peu au cours de l’année (1 000-2 000 mm) et les sols sont généralement saturés d’eau. Le vent y est souvent fort.
Le subpáramo est la transition entre la forêt andine et le páramo et est encore riche en arbustes. Sa flore principale est la suivante :
- Hypericum (hypericaceae)
- Baccharis, eupatorium, senecio, diplostephium, stevia, eupatorium (asteraceae)
- Ilex (aquifoliaceae)
- Miconia, brachyotum, monochaetum (melastomataceae)
- Gaylussacia, gaultheria, vaccinium, bejaria, pernettya, cavendishia (ericaceae)
- Symplocos (symplocaceae)
- Berberis (berberidaceae)

La páramo proprement dite est caractérisé par l’abondance de poaceae et d'espeletia (asteraceae) et est une formation non boisée. Des tapis de poaceae en touffe (festuca, calamagrostis) le constituent en majorité. De petits arbustes tels que polylepis quadrijuga, gynoxis paramuna, senecio vaccinioides, valeriana arborea, miconia buxifolia survivent également à ces hautes altitudes.
De nombreuses herbes poussent également à ces altitudes, comme les genres ranuculus, draba, lupinus, gentiana, plantago, erigeron, senecio, werneria, paepalanthus. Certains ptéridophytes également, comme les genres lycopodium et jamesonia. De grosses touffes de juncaceae (surtout distichia muscoides) parsème les páramos.
Le superpáramo, au-dessus de 4 500 m, possède un sol très caillouteux. Les espeletia ne sont plus présentes et la structure paysagère change, avec une végétation basse et moins dense. Plusieurs senecio (asteraceae) à feuilles laineuses blanchâtres y croissent, comme : senecio canascens, S. cocuyanus, S. santanderensis. La végétation renferme également les genres suivants :
- Cerastium (caryophyllaceae)
- Draba (brassicaceae)
- Lupinus (Fabaceae)
- Luzula (juncaceae)
- Poa, bromus, agrostis (poaceae).

De nombreuses espèces endémiques vivent dans ces hautes régions à caractères insulaires, isolés.

#### Vallées sèches des Andes du Nord
Les vallées sèches des Andes du Nord échappent à l’action des vents humides et présentent des courants aériens secs, leur conférant une flore très particulière. On y trouve notamment des cactaceae. Ces vallées sèches s’étendent jusqu'à l’extrême nord des Andes, au Venezuela.
Vallées sèches des Andes de Colombie
Sur les pentes de la vallée sèche du Chicamocha (1 700 - 2 200 m) poussent les espèces suivantes de cactaceae : cephalocereus columbianus, cephalocereus smithianus, lemaireocereus griseus, mammilaria columbiana, melocactus amoenus, opuntia tunicata, opuntia elatios.
De nombreux arbustes y poussent également, entre autres les espèces suivantes :
- Croton meridensis, jatropha gossypiifolia (euphorbiaceae)
- Lantana rugulosa (verbenaceae)
- Cordia curassavica (boraginaceae)
- Eragrostis tephrosanthos (poaceae)
- Evolvulus argyreus (convolvulaceae)

Entre 1 000 et 1 200 m dans la Vallée du Cauca poussent entre autres les espèces suivantes :
- Andropogon condensatus, sporobolus indicus (Poaceae)
- Croton ferrugineus (euphorbiaceae)
- Hyptis colombiana (lamiaceae)
- Baccharis trinervis (asteraceae)

Vallées sèches des Andes du Venezuela
Des formations à Acacia poussent dans la région de San Cristobal. Au sein des cardonales, formation typiques à cactaceae, poussent entre autres les espèces suivantes :
- Prosopis juliflora
- Bursera simaruba (burseraceae)
- Lemaireocereus griseus, opuntia caribaea (cactaceae)
- Capparis indica (capparaceae)
- Parkinsonia aculeata, prosopis juliflora (fabaceae).

#### Formations herbacées secondaires
Des formations herbeuses à aspect de prairies remplace les zones déforestées, comportant les espèces étrangères suivantes, nécessitant une humidité suffisante :
- Melinis minutiflora, axonopus compressus, axonopus scoparius (poaceae).

Au sein de la vallée du Cauca en Colombie poussent entre autres dans les prairies les espèces suivantes :
- Calamagristis viridiflavescens, pseudechinolaena polystachya, holcus lanatus, oplismenus burmannii (poaceae)
- Cyperus hermaphroditus (cyperaceae)
- Trifolium repens (fabaceae)
- Salvia scutellarioides (Lamiaceae)
- Bidens pilosa (asteraceae).

#### Plantes introduites
L'homme a introduit de très nombreuses espèces, tant cultivées que non, tout au long des Andes.
Les espèces plus fréquentes sont les suivantes : erodium cicutarium (geraniaceae), viola tricolor (violaceae), rumex acetosella (polygonaceae), capsella bursa-pastoris (brassicaceae), alchemilla vulgaris (rosaceae), ulex europaeus (fabaceae), plantago major (plantaginaceae), taraxacum officinale (asteraceae), poa annua, anthoxanthum odoratum (poaceae).
Ces espèces introduites sont parfaitement acclimatées et représentent souvent des dangers pour la flore locale, engendrant de nombreux paysages floraux anthropisés. Ces espèces illustrent l'importance du facteur humain dans la dispersion des plantes.
De nombreux Eucalyptus sont plantés partout dans les Andes.

### Andes moyennes

#### Generalités
Les Andes moyennes, traversant le continent sud-américain depuis du nord du Pérou jusqu'au Chili en passant par la Bolivie, constituent la partie méridionale des Andes tropicales et sont formées des deux principales cordillères : la cordillère occidentale, bordant l'océan Pacifique, et la cordillère orientale. Les grandes zones naturelles les constituants sont les suivantes :
- La plaine désertique au bord de l'océan Pacifique jusqu'au nord du Pérou.
- Du nord du Pérou au sud de l'Équateur, une végétation de milieu sec à prosopis (fabaceae).
- La végétation herbacée temporaire, parfois ligneuse, des hauteurs côtières dominants les déserts, conditionnée pas l'humidité saisonnière.
- Le versant Pacifique de la Cordillère occidentale, à climat sec comme sur la côte, portant une végétation xérophile. Au Pérou, la région se nomme la Sierra.
- L'altiplano, plateau de haute montagne à 4 000 m ou une végétation steppique croit.
- Le versant est de la cordillère occidentale, influencée par les vents humides, portant aux altitudes moyennes une végétation forestière hygrophile. Au Pérou, cette région est appelée la montana, ou se trouvent de nombreuses vallées humides (localement appelées yungas), utilisées à des fins agriculturels et initialement couverts de forêts tropicales. Le versant oriental au niveau du Pérou et en Bolivie est en grande partie inhabitée et couverte de forêt tropicale remontant depuis l'Amazonie.

La végétation est fortement influencée par les différents climats le long des Andes, qui y sont très nombreux.

#### Versant occidental
Le versant occidental (cordillère occidentale) domine les plaines côtières désertiques du Pacifique. De nombreuses différentes chaines mineures la composent et contribuent à l'hétérogénéité des milieux et climats. Le mont Huascarán (6 768 m) en constitue le point le plus élevé. L'altiplano (puna) est développé dans la région divergente entre cordillère occidentale et orientale. De très fortes dénivellation sont caractéristiques de ces zones. Les altitudes au nord du Pérou sont moins élevées, ne dépassant généralement pas 4 000 m.
La diversité des climats est très haute, la cordillère occidentale s'étendant depuis la côte jusqu'au hautes altitudes. L'altitude, les vents, l'humidité et le niveau des nuages conditionnent ainsi la végétation. Les conditions climatiques varient selon la saison et selon la latitude, le nord étant plus humide et pluvieux que le sud.
L'action de l'homme façonne fortement les paysages à différentes altitudes. La végétation indigène a été fortement dégradée sous l'action de l'homme, de ses cultures et ses troupeaux. Les plantes à tubercules (pomme de terre, etc.) sont cultivées jusqu'à 4 100 m, le maïs jusqu'à 3 500 m. Au-dessus n'existe que l'élevage d'animaux (de lamas entre autres). Sur les pentes moyennes, le climat sec ne permet pas de cultures sans irrigation, si bien qu'en-dessous de 3 200 m n'existent que des cultures irriguées la plupart de l'année.

#### Végétation du versant occidental des Andes moyennes
Zone aride aux moyennes altitudes
Une végétation steppique se développe sur le versant occidental des Andes moyennes. Dans les vallons croit une végétation souvent plus dense et riche en plantes xérophiles, dont de nombreux cactaceae, prolongeant les vallées de la région côtière. Sur les hauteurs, les vallées sèches n'ont plus de végétation individualisée comme celle des pentes. Globalement, la pluviosité est réduite et le paysage ressemble à un désert. Les espèces rencontrées dans les vallées sèches sont entre autres les suivantes :
- Cereus weberbaueri, cereus brevistylus (cactaceae)
- Salix humboldtiana (salicaceae)
- Schinus molle (anacardiaceae)
- Inga feuilleei (fabaceae).

Au centre du Pérou, une végétation riche en plantes xerophiles (cactaceae, caricaceae, certaines bromeliaceae et euphorbiaceae) croit dans la partie inférieure de la cordillère occidentale, tandis que dans la partie supérieure, grâce à des précipitations plus abondantes, une steppe à poaceae prend le relais, parsemées de quelques buissons et arbres (dont alnus jorullensis, betulaceae).
La partie nord du Pérou, plus humide, représente une zone de transition florale et climatique. Sa flore traduit bien le caractère moins sec. Le versant occidental y comporte quelques steppes herbeuses mais surtout des formations mixtes, herbeuses, arbustives, dont les genres suivants :
- Bombax (malvaceae)
- Acacia (fabaceae)
- Oreopanax (araliaceae)
- Clusia (clusiaceae).

Le long des cours d'eau poussent les espèces suivantes :
- Schinus molle (anacardiaceae)
- Inga feuilleei, Tara spinosa (fabaceae).

Végétation xérophile du versant ouest
De nombreuses formations xérophiles défilent le long de la côte ouest de la cordillère occidentale.
Le groupement à xérophytes et plantes succulentes du nord du Pérou, entre 350 et 1 000 m abrite la flore suivante :
- Neoraimondia, armatocereus, haageocereus, monvillea, opuntia (cactaceae)
- Bursera graveolens (burseraceae)
- Prosopis juliflora (mimosaceae)
- Acacia macracantha, parkinsonia aculeata (fabaceae).

Les steppes du Pérou central, entre 1 900 et 2 400 m, abritent les espèces suivantes :
- Carica candicans (caricaceae)
- Jatropha macrantha (euphorbiaceae).

Les steppes à neoraimondia et armatocereus (cactaceae) existent du nord au sud du Pérou. La limite inférieure de ces peuplements se situe entre 700 et 1 000 m et la limite supérieure se situe vers 1 400 m et monte même dans le sud du Pérou à 2 000 m. Une différenciation des Cactaceae entre le nord et le sud a lieu, avec les espèces suivantes :
- Neoraimondia gigantea : dans le nord du Pérou
- Neoraimondia rosiflora : dans le centre du Pérou
- Neoraimondia arequipensis : dans le sud du Pérou.

Entre 1 600 et 1 800 m dans la Sierra Negra (Pérou) et entre 1 400 et 2 000 m dans la vallée du Rimac (Pérou) se trouve une steppe à espostoa (cactaceae).
Des zones semi-désertiques à browningia candellaris (cactaceae) se trouvent dans le sud du Pérou et le nord du Chili sur substrat rocheux, entre 1 000 et 3 300 m.
Les reliques forestières du nord du versant occidental
Des zones discontinues de forêt dense subsistent dans le nord du Pérou. Cette forêt existe surtout et Équateur et en Colombie dans la région côtière et sur les pentes. La forêt dense sempervirente de basse altitude est plutôt rare dans cette région est ne subsiste qu'en lambeaux. Ces forêts ont été presque partout détruites pour l'agriculture. Ces lambeaux abritent plusieurs plantations de caféiers.
Dans les vallées au nord du Pérou, la présence continue matinale de brouillard permet le développement d'une foret néphéliphile (en anglais : Cloud Forest) ou de nombreuses bryophytes et épiphytes poussent, avec plusieurs espèces de fougères arborescentes. De telles zones se trouvent dans la région de Taulis et Canchaque, entre autres. Ces forêts contiennent surtout une flore à feuilles coriaces (sclérophilles), dont les genres suivantes :
- Eugenia (myrtaceae)
- Podocarpus (podocarpaceae)
- Weinmannia (cunoniaceae)
- Ocotea (lauraceae)
- Drimys (winteraceae).

Au nord du Pérou et dans l'ouest de l'Équateur poussent des forêts caducifoliées à bombax (malvaceae), depuis des altitudes basses jusqu'à 800 m. Les arbres y sont très denses et sempervirente, le sous-bois herbaceae étant desséché à la saison sèche. Des cactaceae peuplent également sporadiquement ces forêts.
Des forêts plus ouvertes caducifoliées poussent jusqu'à 1 500 m au nord du Pérou, dans la région de Trujillo. Dans ces forêts dominent loxapterygium huasango (anacardiaceae) et on y trouve aussi une espèce de bombax (malvaceae) et une erythrina (fabaceae).

#### Végétation au sud du tropique
Le climat désertique d'étend du nord du Pérou jusqu'au nord-ouest de l'Argentine sur le versant occidental, jusqu'à 3 200 m d'altitude. La région littorale au sud du Chili présente un climat de type méditerranéen, avec sur les pentes occidentales une flora à acacia et adesmia (fabaceae).

#### Versant oriental des Andes moyennes
Le versant oriental contraste fortement avec le versant occidental sec des Andes. La pluviosité y est souvent élevée et la zone porte de nombreuses forêts. Cette région s'étend depuis le Venezuela jusqu'en Argentine. Deux grandes zones sont distinctes :
- Au nord de l'incurvation des Andes vers l'ouest (niveau de Santa Cruz, en Bolivie), le versant Est reçoit les précipitations provenant de l'Amazonie et est exposé à des vents humides. Les forêts sont un prolongement de la forêt amazonienne (nommée hylaea). Le climat est équatorial, avec deux maximums de pluviosité et deux minimums (deux saisons sèches).
- Au sud de cette incurvation, la pluviosité y est moindre et entraine la croissance d'une végétation moins hygrophile, bien que de nombreuses forêts subsistent. Les températures y sont également plus basses. Le climat est tropical avec une seule saison des pluies.

Le versant nord au Pérou et en Bolivie
La Montana, partie inférieure de l'étage forestier est-andin, comporte une forêt haute (30 m) riche en lianes et épiphytes. Sa limite supérieure est entre 1 200 et 1 800 m. Une flore très diverse y pousse, contenant entre autres les genres suivants :
- Iriartea, astrocaryum, phytelephas, bactris (arecaceae)
- Cyclanthus, carludovica (cyclanthaceae)
- Cecropia (cecropiaceae)
- Triplaris (polygonaceae).

De nombreuses lianes affectionnent ce genre de climats humides, dont :
- Philodendron, monstera (araceae)
- Sapindaceae
- Apocynaceae
- Bignoniaceae

Ces forêts renferment une végétation plus basse et moins fermée contenant la flore suivante :
- Piper (piperaceae)
- Sanchezia (acanthaceae)
- Mucuna (liane, fabaceae)
- Erythrina (fabaceae)
- Sapium (euphorbiaceae)
- Iriartea, bactris, euterpe (arecaceae).

À ce niveau existent également des formations herbeuses, steppiques ou à structure de savanes, plus ouvertes que la forêt dense et à moindre pluviosité. Des arbres en peuplement peu denses caractérisent ces milieux, dont les suivants :
- Dilodendron, dodonaea (sapindaceae)
- Luhea (tiliaceae)
- Cybistax (bignoniaceae)
- Trema (cannabaceae)
- Curatella (dilleniaceae)
- Vernonia (asteraceae)
- Jatropha, croton (euphorbiaceae)
- Bombaceae
- Nombreux fabaceae.

La Ceja, au-dessus de l'étage de la Montana, se trouve baignée dans une mer de brouillard persistante. On la nomme Forêt des nuages, s'étendant jusqu'à 4 000 m d'altitude dans le nord. Cette forêt basse et sempervirente est riche en épiphytes mais les Arecaceae de basse altitude n'y sont pas représentés. Dans la Ceja se trouvent également des étendues de formations herbeuses dues à l'action de l'homme. Des vallées plus sèches contiennent des espèces moins hygrophiles. Ci-dessous, un extrait de la flore de la forêt des nuages :
- Podocarpus (podocarpaceae)
- Ceroxylon (arecaceae)
- Chusquea (poaceae)
- Drimys (winteraceae)
- Weinmannia (cunoniaceae)
- Befaria (ericaceae)
- Ilex (aquifoliaceae)
- Gaiadendron (loranthaceae)
- Endlicheria (lauraceae)
- Bocconia (papaveraceae)
- Ribes (grossulariaceae)
- Escallonia (saxifragaceae)
- Berberis (berberidaceae)
- Hedyosmum (chloranthaceae)
- Oreocallis (proteaceae)
- Autres familles : araliaceae, melastomaceae, cletheraceae, gesneriaceae, etc.)
- Ptéridophytes arborescents, famille des cyatheaceae (cyathea, alsophila).

Versant nord-est des Andes en Bolivie
Ce versant est influencé par les vents humides du bassin amazonien.
L'étage des Yungas inférieur s'étend jusqu'à 1 600 m environ. Ses forêts représentent la prolongation des forêts amazoniennes. De nombreux palmiers et épiphytes les peuplent. Cet étage contient entre autres la flore suivante :
- Endlicheria, nectandra, ocotea, phoebe (lauraceae)
- Iriartea, geonoma, chamaedorea (arecaceae)
- Oreopanax (araliaceae)
- Fuchsia (onagraceae).

L'étage des Yungas supérieur s'étend à partir des Yungas inférieurs jusqu'à 2 800 m. Les brouillards persistants de cet étage rendent les bryophytes et ptéridophytes abondants sur les arbres et les rochers. La flore suivante peuple ces forêts :
- Oreopanax (araliaceae)
- Trichilia (meliaceae)
- Miconia, tibouchina (melastomataceae)
- Cecropia (cecropiaceae)
- Begonia (begoniaceae)
- Pilea (urticaceae, le genre le plus diversifié de cette famille)
- Piper (piperaceae)
- Asplenium (aspleniaceae)
- Elaphoglossum (dryopteridaceae)
- Gleichenia (gleicheniaceae)
- Sphagnum (sphagnaceae)
- Oncidium, epidendrum (orchidaceae).

L'étage de la Ceja est une forêt des nuages (brouillards persistants) sempervirente. Elle s'étend au-dessus des Yungas supérieurs jusqu'à environ 3 400 m. La forêt basse est typique de cet étage, très riche en épiphytes. Sa limite supérieure correspond à la limite inférieure des chutes de neige.
Versant oriental dans la région de Santa Cruz (Bolivie)
Les forêts de ce versant sont un mélanges d'arbres sempervirents et caducifoliés. Les espèces suivantes y sont en abondance :
- Tipuana speciosa, myroxylon peruiferum (fabaceae)
- Juglans australis (juglandaceae)

La flore suivante est également bien représentée :
- Piptadenia, pterocarpus (fabaceae)
- Cedrela (meliaceae)
- Cariniana (Lecythidaceae)
- Cordia (boraginaceae)
- Plantes épiphytes : philodendron (araceae), peperomia (piperaceae)
- Ptéridophytes : pterobryum, rhodobryum (bryaceae), plagiochila (plagiochilaceae).

Versant oriental des Andes en Bolivie et en Argentine, au sud de Santa Cruz (Bolivie)
Cette zone se trouve au sud de l'inflexion des Andes (au niveau de Santa Cruz, Bolivie). Ces dernières sont orientées exactement Nord-Sud. Ce versant domine des régions plus basses et sèches et reçoit des pluies conséquentes. La limite inférieure des forêts se situe aux environs de 500 m d'altitude (plus bas, la végétation devient steppique et sèche). La limite supérieure des Andes du sud s'abaisse entre 1 400 et 2 400 m. Le versant occidental des chaines à ce niveau a un climat plutôt sec. Cette région est assez pluvieuse et englobe dans le nord de l'Argentine la Sierra de Tucuman et les chaines des départements de Salta et de Jujuy.
Trois zones peuvent être distinguées sur le versant oriental de ces régions :
- Les plaines des régions basses, arides
- L'étage subtropical, forestier
- La végétation sèche des régions interandines.

L'étagement suivant peut également être pris en compte:
- Les forêts à phoebe porphyria (lauraceae), de basse altitude
- Les forêts à myrtaceae (forêt des nuages)
- Les forêts à juglans (juglandaceae) et à podocarpus (podocarpaceae)
- Les forêts à alnus acuminata (betulaceae)

Les forêts à phoebe prophyria s'étendent sur une tranche altitudinale entre 600 et 900 m. Leur limite sud est la province de Tucuman (Argentine). Les forêts y sont hautes (30 m), avec de nombreuses lianes et épiphytes, dont des bromeliaceae, des orchidaceae et des ptéridophytes. La flore suivante caractérise cette région :
- Phoebe (lauraceae)
- Cedrela (meliaceae)
- Patagonula (cordiaceae)
- Jacaranda, tabebuia (bignoniaceae)
- Rapanea (primulaceae)

Les forêts à Myrtaceae s'étendent entre 800 et 1 200 m et sont plus basses que les forêts à phoebe. La pluviosité est plus élevée et les nuages abondants. Les espèces de basse altitude y font défaut. Les Bryophytes sont abondants sur le sol et les arbres. Le genre eugenia (myrtaceae) y est bien représenté.
La forêt à juglans et podocarpus s'étend au-dessus de 1 200 m jusqu'à 1 700 m. La flore suivante peuple ces forêts :
- Juglans australis (juglandaceae)
- Podocarpus parlatorei (podocarpaceae)
- Ilex argentina (aquifoliaceae)
- Prunus rucumanensis, geum (rosaceae)
- Ranunculus, anemone, thalictrum (ranunculaceae)
- Geranium (geraniaceae).

L'étage à alnus acuminata (betulaceae) s'étend entre 1 400 et 1 700 m. Les températures sont assez basses et il y tombe de la neige temporaire. Dans les sous-bois, les genres suivants sont à noter :
- Sambucus (adoxaceae)
- Schinus (anacardiaceae).

Au-dessus de la limite supérieure des forêts (jusqu'à 3 500 m dans la région de Tucuman), des groupements à polylepis australis forment des îlots au milieu des steppes de haute altitude.
Versant oriental au sud des Andes moyennes
La Prépuna s'étend entre 1 000 et 3 400 m d'altitude, allant en Argentine de la région de Jujuy à la région de Rioja. Le climat y est sec, la végétation comporte de nombreux Cactaceae et arbustes xérophiles épars. La flore de cette région est la suivante :
- Trichocereus terscheckii, trichocereus pasacana, opuntia (cactaceae)
- Cassia crassiramea, caesalpinia trichocarpa (caesalpiniaceae)
- Cercidium andicola (fabaceae)
- Prosopis ferox (mimosaceae)
- Schinus areira (anacardiaceae)
- Baccharis salicifolia (asteraceae).

La végétation de ce climat aride pénètre les grandes vallées andines orientées Nord-Sud.
La cordillère de la Rioja en Argentine a un climat très sec, de type désertique. À Punta de Agua (2 600 m), la pluviosité est très faible. Les arbres sont assez rares et ne dépassent généralement pas 7 m, dont prosopis flexuosa (mimosaceae).
Les vallées internes de cette cordillère sont caractérisées entre 1 000 et 2 300 m par une végétation à :
- Larrea divaricata, bulnesia retama (zygophyllaceae)
- Zuccagnia punctata (poaceae)
- Cercidium australe (fabaceae)

Plus haut, dans les fonds de vallées (entre 2 300 et 3 000 m), la végétation est très ouverte et comporte la flore suivante :
- Cassia aphylla (caesalpiniaceae)
- Schinus fasciculatus (anacardiaceae)
- Verbena (verbenaceae)
- Larrea divaricata, Larrea nitida (zygophyllaceae)
- Gochnatia glutinosa, flourensia polyclada (asteraceae)

Plus haut, au-dessus de 3 000 m et jusqu'à 3 700 m, la puna, steppes à arbrisseaux et arbustes. Plus haut encore, la province alto-andine.

#### Hautes altitudes (Andes de la puna)
Les Andes de la puna sont des régions montagneuses très élevées au Pérou, au Chili, en Bolivie et en Argentine. Elles sont l'équivalent du páramo des Andes du Nord, mais le climat y est plus sec, engendrant une flore généralement plus xérophile, parfois à aspect presque désertique. La puna s'étend au-dessus de 4 000 m d'altitude.
Le climat y est sec et assez froid, avec plus de pluies en été et de forts écarts thermiques. Les précipitations suivent une distribution hétérogène, variant fortement d'un lieu à l'autre, et varient même chaque année sur chaque lieu.
La puna peut être divisée en trois zones en fonction des précipitations :
- La puna humide, située au Nord et à l'Est, recevant plus de 400 mm de précipitations. Ces pluies permettent à la population humaine de vivre de l'agriculture et de l'élevage.
- La puna sèche recevant 100 à 400 mm de pluie. L'agriculture y est très réduite due à ces faibles précipitations.
- La puna désertique, à moins de 100 mm de pluie, possède des terrains salés et aucun cours d'eau. L'agriculture et l'élevage sont inexistants, la population humaine y est très réduite. Cette puna s'appelle également la puna d'Atacama.

Deux provinces phytogéographiques peuvent être distinguées: la province de la puna et la province des hautes Andes.
La Province de la puna
S'étendant de 3 400 à 4 300 m, la province dite de la puna possède une végétation basse, arbustive et clairsemés. Un tapis herbacé bien développé lors de la saison des pluies la parsème. Des bosquets de Polylepis tomentella sont rencontrés localement. Les familles les plus importantes sont les suivantes :
- Poaceae
- Fabaceae
- Solanaceae
- Asteraceae.

Plusieurs genres sont endémiques à cette région, dont les suivants :
- Parastrephia, chersodoma, lophopappus (asteraceae)
- Lampaya (verbenaceae)
- Eustephiopsis (amaryllidaceae)
- Oreocereus (cactaceae)

La flore dominante est la suivante :
- Junellia seriphioides, acantholippia hastulata (verbenaceae)
- Baccharis incarum, senecio viridis, nardophyllum armatum, psila bolivensis, parastrephia lepidophylla, parastrephia phylicaeformis (asteraceae)
- Tetraglochin cristatum, polylepis tomentella (rosaceae)
- Ephedra breana (ephedraceae)
- Adesmia spinossima, adesmia nordenskjoldii, adesmia leucopogon, adesmia horridiuscula, prosopis ferox (fabaceae)
- Trichocereus pasacana (cactaceae)
- Fabiana densa, fabiana friesii (solanaceae)
- Krameria iluca (krameriaceae, famille monotypique)
- Menodora pulchella (oleaceae)
- Cassia hookeriana (caesalpiniaceae)
- Festuca scirpifolia, pennisetum chilense (poaceae)

La Province alto-andine
Cette province monte au-dessus de la province de la puna et continue sur les cordillères. Elle ne forme que des îlots discontinus, au sommet des montagnes. La température moyenne y est en général de 0 °C et un fort vent y souffle. Cette province est caractérisée par une steppe à Poaceae xérophylles, avec de petites plantes rabougries poussant au ras du sol. Les genres endémiques, entre autres, sont les suivants :
- Oxychloe, patosia, distichia (juncaceae)
- Barneoudia (ranunculaceae)
- Werneria (asteraceae).

La flore dominante est la suivante :
- Festuca orthophylla, festuca chrysophylla, poa gymnantha, stipa frigida (poaceae)
- Azorella compacta (apiaceae)
- Pycnophyllum (caryophyllaceae)
- Adesmia (fabaceae)
- Opuntia atacanebsus (cactaceae)
- Junellia (verbenaceae)
- Anthobryum (frankeniaceae)
- Artemisia copa (asteraceae)
- Fabiana bryoides (solanaceae)
- Oxychloa andina (juncaceae)
- Carex incurva (cyoeraceae)

Morphologie des plantes de la puna
Les morphologies des plantes des hautes altitudes de la puna sont fortement influencées par les climats locaux. Les milieux sont secs, fortement irradiés par le soleil, les températures sont globalement basses (surtout la nuit), et on note de nombreuses adaptations typiques des plantes de ce milieu que l'on qualifie d'extrême. Par exemple:
- Les racines sont très développées par rapport aux parties aériennes. L'enracinement est profond, permettant d'atteindre les couches profondes du sol conservant l'humidité. Les Poaceae à enracinement peu profond se dessèchent.
- Les tiges sont charnues ou couvertes d'épines, parfois à ramification formant un coussinet bas afin de limiter la portance au vent.
- Les feuilles sont réduites et caduques, coriaces, afin de limiter la perte d'eau dans ces milieux très secs.

Les formations en coussinets denses sont typiques de la puna. La croissance y est réduite. Plusieurs cactaceae sont répandus dans ces paysages steppiques. La limite des arbres se situe aux alentours de 4 500 m d'altitude, les polylepis poussant au plus haut à ces altitudes.

#### Vallées des Andes moyennes
Vallées de Bolivie
La plupart des vallées des Andes de Bolivie se situent à une altitude d'environ 2 000 m et possèdent un climat à température moyenne d'environ 17 °C. La diversité florale est liée à la diversité des substrats, des sols et des conditions climatiques locales. La flore suivante y est bien représentée :
- Schinus molle, schinopsis (anacardiaceae)
- Fagara (zanthoxylum) coco (rutaceae)
- Tipuana speciosa (fabaceae)
- Alnus jorullensis (betulaceae)
- Mutisia viciaefolia (asteraceae)
- Carica lanceolata (caricaceae)
- Prosopis juliflora (mimosaceae)
- Podocarpus parlatorei (podocarpaceae)
- Solanum (solanaceae)
- Gunnera (gunneraceae)
- Cactaceae.

Cette liste est un mélange d'espèces montagnardes et d'espèces xérophiles, caractérisant ce milieu intermédiaire.
Vallée de la rivière Marañón
La rivière Marañón est une rivière du nord du Pérou qui rejoint la rivière Ucayali pour former le fleuve Amazone. Cette rivière prend sa source à 5 800 m d'altitude. Elle coule vers le nord-ouest dans une vallée profonde entre la cordillère centrale et occidentale. Entre 1 500 et 2 600 m, la vallée est parsemée de steppes à graminées, surtout sur le versant est. Le climat y est assez sec. La flore suivante est représentée dans cette vallée :
- Cactaceae (quelques espèces)
- Caesalpinia tinctoria, bauhinia weberaueri (caesalpiniaceae)
- Cassia chrysocarpa, acacia (fabaceae)
- Dodonaea viscosa (sapindaceae)
- Salix humboldtiana (salicaceae)
- Celtis (cannabaceae)
- Clusia (clusiaceae)
- Jacaranda acutifolia (bignoniaceae)
- Annona cherimolia (annonaceae)
- Liabum cajamarcense (asteraceae)
- Lianes : clematis (ranunculaceae)
- Epiphytes : tillandsia (bromeliaceae), bryophytes, orchidaceae.

La vallée de la rivière Urubamba
La rivière péruvienne Urubamba (appelée Vilcanota dans sa partie supérieure), coule vers le nord-ouest et forme dans sa partie basse l'Ucayali, un des deux principaux affluents de l'Amazone. Sa vallée profonde passe par le site archéologique de Machu Picchu.
Vers 2 900 m, au-dessus de cette vallée, une végétation à steppes de graminées parsemée d'arbustes et de formations ligneuses comporte la flore suivante :
- Eugenia oreophila, myrteola weberaueri (myrtaceae)
- Alnus acuminata (betulaceae)
- Rapanea (primulaceae)
- Rubus (rosaceae)
- Stenomesson latifolium (amaryllidaceae).

Entre 3 000 et 3 800 m, les régions à influences orientales humides comportent la flore suivante :
- Un bambou : chusquea (poaceae)
- Muhlenbeckia tamnifloia (polygonaceae)
- Berberis virgata (berberidaceae)
- Ribes (grossulariaceae)
- Escallonia resinosa (escalloniaceae)
- Miconia alpina (melastomataceae)
- Fuchsia fusca (onagraceae)
- Oreopanax (araliaceae).

Dans les forêts les plus élevées, nous retrouvons la flore suivante :
- Podocarpus (podocarpaceae)
- Myrica (myricaceae)
- Escallonia pilgeriana (escalloniaceae)
- Ilex cuzcoana (aquifoliaceae)
- Maytenus (celastraceae)
- Bejaria (ericaceae).

Dans les forêts basses de la vallée, la flore suivante caractérise ces milieux :
- Cecropia (cecropiaceae)
- Nectandra, ocotea (lauraceae)
- Inga (fabaceae)
- Erythrina.

Le long des rives aplanies de l'Urubamba se retrouvent des groupements à tessaria integrifolia (asteraceae).

#### Partie australe
À la latitude de 30° Sud, la puna s'étend entre 3 000 et 3 700 m, occupant les pentes et vallées sèches. La flore y est souvent épineuse et xérophiles, avec de nombreuses asteraceae, solanaceae et verbenaceae. Les arbustes y sont bas (0,5 à 1,5 m). La flore suivante y est connue :
- Ephedra breana (ephedraceae)
- Nardophyllum armatum, lepidophyllum (asteraceae)
- Verbena seriphioides, lampaya schickendantzii (verbenaceae)
- Lycium (solanaceae)
- Senecio (asteraceae)
- Festuca scirpifolia (poaceae)
- Juncus balticus (juncaceae).

Plus haut (entre 3 700 et 4 700 m), la végétation pousse sur les plateaux sableux et caillouteux, souvent gelés. La flore suivante y est reconnue :
- Stipa chrysophylla, stipa speciosa, festuca eriostoma, calamagrostis, adesmia (poaceae)
- Senecio (asteraceae)
- Calandrinia (portulacaceae)
- Plantes en coussinets : chaetanthera (asteraceae), opuntia (arecaceae).